# Baz Moffat
Baz Moffat (8 de abril de 1978) es una deportista británica que compitió en remo. Ganó una medalla de bronce en el Campeonato Mundial de Remo de 2007, en la prueba de ocho con timonel.

## Palmarés internacional
| Campeonato Mundial | Campeonato Mundial | Campeonato Mundial | Campeonato Mundial |
| Año                | Lugar              | Medalla            | Prueba             |
| ------------------ | ------------------ | ------------------ | ------------------ |
| 2007               | Múnich (Alemania)  | Medalla de bronce  | Ocho con timonel   |